# Rachael Zena Chebet
Rachael Zena Chebet (* 5. November 1996) ist eine ugandische Leichtathletin, die sich auf den Langstreckenlauf spezialisiert hat.

## Sportliche Laufbahn
Erste internationale Erfahrungen sammelte Rachael Zena Chebet bei den Crosslauf-Weltmeisterschaften 2013 in Bydgoszcz, bei denen sie in der U20-Wertung nach 19:55 min den 31. Platz belegte. Anschließend nahm sie im 1500-Meter-Lauf an den Jugendweltmeisterschaften in Donezk teil und schied dort mit 4:34,27 min in der ersten Runde aus. Zwei Jahre später erreichte sie bei den Crosslauf-Weltmeisterschaften 2015 in Guiyang in 21:01 min den 21. Platz in der Juniorinnenklasse und bei den Afrikameisterschaften 2016 in Durban belegte sie im 5000-Meter-Lauf in 15:53,50 min den siebten Platz und konnte ihr Rennen über 10.000 m nicht beenden. Bei den Crosslauf-Weltmeisterschaften 2017 im heimischen Kampala wurde sie nach 33:58 min 17 und zwei Jahre darauf bei den Crosslauf-Weltmeisterschaften in Aarhus nach 36:47 min Vierte und sicherte sich mit dem Team die Bronzemedaille. Anschließend nahm sie im 10.000-Meter-Lauf erstmals an den Afrikaspielen in Rabat teil und belegte dort in 32:48,03 min den siebten Platz. Mit ihrem vierten Platz bei der Cross-WM qualifizierte sie sich über diese Distanz auch für die Weltmeisterschaften in Doha, bei denen sie in 32:41,93 min den 18. Platz belegte. Bei den Halbmarathon-Weltmeisterschaften 2020 in Gdynia lief sie nach 1:12:50 h auf Rang 57 ein und 2021 siegte sie in 1:11:23 h beim Bilbao-Halbmarathon. Im Jahr darauf gewann sie bei den Afrikameisterschaften in Port Louis in 32:17,66 min die Silbermedaille über 10.000 Meter hinter der Kenianerin Caroline Nyaga und anschließend gelangte sie bei den Commonwealth Games in Birmingham mit 32:30,95 min auf Rang zehn. Bei den Crosslauf-Weltmeisterschaften 2024 in Belgrad wurde sie nach 32:45 min 13. im Einzelrennen und gewann in der Teamwertung die Bronzemedaille hinter den Teams aus Kenia und Äthiopien.
2014 und 2019 wurde Chebet ugandische Meisterin über im 5000-Meter-Lauf sowie 2019 auch über 10.000 m.

## Persönliche Bestzeiten
- 1500 Meter: 4:34,27 min, 10. Juli 2013 in Donezk
- 5000 Meter: 15:49,03 min, 26. Juli 2019 in Kampala
- 10.000 Meter: 32:17,66 min, 11. Juni 2022 in Port Louis
- Halbmarathon: 1:08:46 h, 30. April 2023 in Rabat